# ピュトー
ピュトー(Puteaux) は、イル・ド・フランス地域圏オー＝ド＝セーヌ県の都市である。都市再開発地区のラ・デファンスがある。
1961年のカンヌ国際映画祭でパルム・ドールを受賞したアンリ・コルピ(Henri Colpi)監督の「かくも長き不在」(Une aussi longue absence)の舞台となった。また、20世紀前半にキュビスムを志向した芸術家のグループ、ピュトー・グループ（ピュトー派、Puteaux Group）が集う場所でもあった。

ピュトーの位置

1860年代にはフランス軍向けの軍需工場であるピュトー工廠が置かれ、1960年代にリュエイユ＝マルメゾンに移転するまでの約100年間にわたり操業していた。
グランダルシュなど、ラ・デファンス地区の中心部を含む。

## 姉妹都市
- ブラガ、ポルトガル
- エシュ＝シュル＝アルゼット、ルクセンブルク
- ガン・ヤヴネ、イスラエル
- カティ、マリ共和国
- メードリング（英語版）、オーストリア
- オッフェンバッハ、ドイツ
- ヴェッレトリ、イタリア
- ゼムン、セルビア
- タンジェ、モロッコ[1]

## 出身者
- ヤニック・アレノ - 料理人
- ギュスターヴ・ギヨメ - 画家